# Yongle Gong
Yongle Gong är en fornlämning i Kina. Den ligger i provinsen Shanxi, i den norra delen av landet, omkring 390 kilometer sydväst om provinshuvudstaden Taiyuan.
Runt Yongle Gong är det ganska tätbefolkat, med 248 invånare per kvadratkilometer. Närmaste större samhälle är Guwei, 2,7 km väster om Yongle Gong. Trakten runt Yongle Gong består till största delen av jordbruksmark.
Genomsnittlig årsnederbörd är 679 millimeter. Den regnigaste månaden är juli, med i genomsnitt 160 mm nederbörd, och den torraste är december, med 2 mm nederbörd.